# Хейтер, Итан
Итан Хейтер (нем. Ethan Hayter; род.18 сентября 1998) — британский трековый и шоссейный велогонщик, выступающий с 2020 года за команду Team Ineos. Чемпион мира 2018 в командной гонке преследования. Чемпион Европы 2018 года в омниуме.

## Победы
На чемпионате мира 2018 года в Апелторне в командной гонке преследования Итан стал чемпионом мира.
На Чемпионате Европы по трековым велогонкам в Глазго в 2018 году в командной гонке преследования Итан завоевал бронзовую медаль в составе сборной Великобритании.
На Чемпионате Европы по трековым велогонкам в Глазго в 2018 году в омниуме Итан стал Чемпионом Европы.